# Heinrich Helms
Heinrich Helms (* 2. Juli 1886 in Barntrup im Kreis Lippe; † im 20. Jahrhundert)  war  ein deutscher Bürgermeister und Mitglied des Landtags Lippe (NSDAP).

## Leben
Heinrich Helms absolvierte nach seiner Schulausbildung eine Schlosserlehre, war anschließend als Maschinist in verschiedenen Ziegeleien tätig und pachtete 1913 einen Hof, den er später erwarb. 1926 wurde er in die Landwirtschaftskammer gewählt und betätigte sich politisch. Als Mitglied der Christlich-Nationalen Bauern- und Landvolkpartei wurde er 1929 in den Lippischen Landtag gewählt. Im Dezember 1931 trat er in die NSDAP ein und behielt sein Mandat. Bei der Landtagswahl 1933 kam er als NSDAP-Kandidat in den Landtag und wurde (bei Stimmenthaltung der SPD) zum Landtagspräsidenten gewählt. 
Zum 1. November 1936 wurde er in das westfälische Dülmen gerufen, um dort das Amt des Bürgermeisters zu übernehmen. In dieser Funktion war er führend bei der Zerstörung der Synagoge in Dülmen bei der Reichspogromnacht 1938. Sein Amt in Dülmen währte bis zum 29. März 1945, als er mit dem Fahrrad die Flucht in seinen Heimatort Graben antrat. Noch im Jahr 1945 verklagte er die Stadt Dülmen auf Zahlung einer Pension; schließlich erhielt er diese nach jahrelangem Rechtsstreit ab dem 1. Juni 1953.